# Álex de la Iglesia
Álex de la Iglesia, właśc. Alejandro de la Iglesia Mendoza (ur. 4 grudnia 1965 w Bilbao) – hiszpański reżyser, scenarzysta i producent filmowy.
Ukończył filozofię na Uniwersytecie w Deusto. Od wczesnych lat tworzył komiksy. Zaczynał pracę w telewizji, po czym został scenografem na planie krótmetrażowego filmu Pablo Bergera Mama (1988). Producentem jego debiutanckiego filmu fabularnego Operacja Mutant (1993) był Pedro Almodóvar.
Laureat Nagrody Goya dla najlepszego reżysera za film Dzień bestii (1996) oraz Srebrnego Lwa za najlepszą reżyserię i Złotej Oselli za najlepszy scenariusz na 67. MFF w Wenecji za film Hiszpański cyrk (2010).

## Filmografia
- 1991: Mirindas asesinas – krótkometrażowy
- 1993: Operacja Mutant (Acción mutante)
- 1995: Dzień bestii (El día de la bestia)
- 1997: Perdita Durango
- 1999: Umrzeć ze śmiechu (Muertos de risa)
- 2000: Kamienica w Madrycie (La comunidad)
- 2002: 800 kul (800 balas)
- 2004: Zbrodnia ferpekcyjna (Crimen ferpecto)
- 2006: Pokój dziecięcy (Películas para no dormir: La habitación del niño)
- 2008: The Oxford Murders
- 2010: Hiszpański cyrk (Balada triste de trompeta)
- 2011: Życie to jest to (La chispa de la vida)
- 2013: Wredne jędze (Las brujas de Zugarramurdi)
- 2014: Messi (dokumentalny)
- 2015: Ta noc jest moja (Mi gran noche)
- 2017: Bar (El bar)
- 2017: Perfectos desconocidos
- 2021: Veneciafrenia
- 2022: El cuarto pasajero